# A Coney Island Princess
A Coney Island Princess er en amerikansk stumfilm fra 1916 instrueret af Dell Henderson.

## Medvirkende
- Irene Fenwick som Tessie / Zim-Zim.
- Owen Moore som Pete Milholland.
- Eva Francis som Alice Gardner.
- Clifford Grey som Tony Graves.
- William Bailey som Jan Kouver.